# 长江粘体虫
长江粘体虫（学名：Myxosoma changjiangensis）为粘体科粘体虫属的动物。在中国，分布于湖北、武陵山地区等，营寄生生活，寄生在青梢红鲌、马口鱼、鲫的鳃。其种加词“changjiangensis”意为“长江的”。